# 中村友也
中村 友也（なかむら ともや、1983年2月4日 - ）は、大阪府大阪市淀川区出身のプロバスケットボール選手である。ポジションはスモールフォワード、パワーフォワード。198cmと長身であることからニックネームはチョモ

## 来歴
美津島中学校在校時、14歳の時にバスケットボールを始める。東住吉工業高校ではインターハイに1年から3年まで出場、ウィンターカップでは2年連続ベスト4に貢献。
中央大学では2001年のインカレ準優勝に貢献。
2005年に大学卒業後、bjリーグの大阪エヴェッサにドラフト2巡目指名を受け入団。ルーキーシーズンの2005-06シーズンは18試合に出場したものの、シーズン終盤に体調不良を訴え戦線離脱。
2006-07シーズン途中の2007年1月21日に選手契約解除。復帰を目指して治療などを行っていた結果、2007-08シーズンより大阪に復帰した。その後2008年1月末に東京アパッチへ移籍、2010-11シーズンまで所属した。
2011年オフ、bjリーグの新規参入チーム千葉ジェッツへ移籍し、2シーズン所属した。2013年、NBLのつくばロボッツへ移籍。同年のNBLオールスターゲームにファン投票F/C部門2位で選出されている。
Bリーグ発足初年度の2016-17シーズンからB2のアースフレンズ東京Zに所属
2018-19シーズンはB3の東京サンレーヴスに所属
2019-20シーズンはB3の埼玉ブロンコスと契約
さいたま退団後は3x3の江東フェニックスに所属
2020-21シーズンは東京サンレーヴスに復帰した

## エピソード
- 弟はワタナベエンターテインメントに所属する俳優の中村昌也（昌也の元妻は元モーニング娘。の矢口真里）。2012年には、昌也がレギュラー出演するテレビドラマ『ATARU』に、弟嫁=当時の義妹であった矢口と結婚式のカップルを演じてカメオ出演[2]。
- 中学時代は生徒会長をしていたが、当選後、『スラムダンク』の桜木花道に憧れて赤い髪の坊主頭にしたところ、「生徒会長がなんちゅうことをするんや!」と先生から一喝された。
- フジテレビの月9ドラマ「ブザー・ビート〜崖っぷちのヒーロー〜」に、青木康平、仲摩純平、城宝匡史らと共にバスケ選手役で出演した[3]。
- ファンサービスの旺盛さではリーグ屈指で、試合前後にブースターにサインを求められることが非常に多い。本人もその時間をいとわないようにしている。

## 成績
| シーズン         | チーム | GP | GS | MPG  | FG%  | 3P%  | FT%  | RPG | APG | SPG | BPG | TO  | PPG |
| ---------------- | ------ | -- | -- | ---- | ---- | ---- | ---- | --- | --- | --- | --- | --- | --- |
| bjリーグ 2005-06 | 大阪   |    |    |      |      |      |      |     |     |     |     |     |     |
| bjリーグ 2006-07 | 大阪   |    |    |      |      |      |      |     |     |     |     |     |     |
| bjリーグ 2007-08 | 東京A  |    |    |      |      |      |      |     |     |     |     |     |     |
| bjリーグ 2008-09 | 東京A  |    |    |      |      |      |      |     |     |     |     |     |     |
| bjリーグ 2009-10 | 東京A  |    |    |      |      |      |      |     |     |     |     |     |     |
| bjリーグ 2010-11 | 東京A  |    |    |      |      |      |      |     |     |     |     |     |     |
| bjリーグ 2011-12 | 千葉   | 50 |    | 11.0 | .340 | .250 | .455 | 2.6 | 0.2 | 0.2 | 0.2 | 0.4 | 2.5 |
| bjリーグ 2012-13 | 千葉   | 46 |    | 4.3  | .425 | .000 | .632 | 1.0 | 0.1 | 0.1 | 0   | 0.1 | 1.2 |
| NBL 2013-14      | つくば | 49 |    | 8.8  | .339 | .154 | .318 | 1.0 | 0.2 | 0.1 | 0.2 | 0.3 | 1.8 |
| NBL 2014-15      | つくば | 41 |    | 16.5 | .366 | .338 | .545 | 2.6 | 0.3 | 0.2 | 0.2 | 0.4 | 3.5 |
| NBL 2015-16      | つくば | 53 |    |      |      |      |      |     |     |     |     |     |     |
| B2リーグ2016-17  | 東京Z  | 29 |    |      |      |      |      |     |     |     |     |     |     |
| B2リーグ2017-18  | 東京Z  | 29 |    |      |      |      |      |     |     |     |     |     |     |
| B3リーグ2018-19  | 東京CR | 38 |    |      |      |      |      |     |     |     |     |     |     |
| B3リーグ2019-20  | 埼玉   | 23 |    |      |      |      |      |     |     |     |     |     |     |